# Ebenezer Quartey
Ebenezer Quaye Quartey (ur. 25 sierpnia 1934) – ghański lekkoatleta, sprinter, medalista igrzysk Imperium Brytyjskiego i Wspólnoty Brytyjskiej, olimpijczyk.

## Kariera sportowa
Zdobył brązowy medal w sztafecie 4 × 440 jardów (która biegła w składzie: Quartey, Frederick Owusu, James Addy i John Asare-Antwi), a także odpadł w eliminacjach biegu na 440 jardów na igrzyskach Imperium Brytyjskiego i Wspólnoty Brytyjskiej w 1962 w Perth.
Odpadł w ćwierćfinale biegu na 400 metrów i w eliminacjach sztafety 4 × 400 metrów na igrzyskach olimpijskich w 1964 w Tokio.
Jest medalistą igrzysk afrykańskich, w 1965 roku wywalczył brązowy medal w konkurencji biegu sztafet 4 × 400 m.